# Lunina tirnica
Naj se ne zamenja z lunarno tirnico (tirom telesa, ki kroži okrog Lune).
Lunin tir (ali Lunina tirnica) je pot Lune okrog Zemlje v sistemu Zemlja – Luna. Luna obkroži Zemljo v vzratni (progradni) smeri in dokonča en obrat glede na zvezde v približno 27,32 dneh (en zvezdni mesec) in en obrat glede na Sonce v približno 29,53 dneh (sinodski mesec). Zemlja in Luna krožita okrog skupnega baricentra (skupnega masnega središča), ki se nahaja približno 4.600 km stran od Zemljinega središča (okoli 72 % njenega polmera). V povprečju je razdalja do Lune približno 385.000 km od Zemljinega središča, kar predstavlja približno 60 Zemljinih premerov ali 1,282 svetlobnih sekund.
S srednjo tirno hitrostjo 1,022 km/s, pokrije Luna na vsako uro približno svoj premer, oziroma okoli polovico stopinje na nebesni krogli. Luna se razlikuje od večine drugih naravnih satelitov okoli ostalih planetov v tem, da je njena tirnica blizu ekliptiki, namesto v ekvatorialni ravnini primarnega telesa (v tem primeru Zemlje). Lunina orbitalna ravnina je nagnjena za okoli 5,1° glede na ekliptiko, kjer je Lunina ekvatorialna ravnina nagnjena le za 1,5°.

## Značilnosti
Značilnosti tira, ki so opisane spodaj, so približki. Lunin tir okrog Zemlje ima veliko nepravilnosti (perturbacij), veda o tem (lunina teorija) pa ima dolgo zgodovino.

### Eliptična oblika
Lunina tirnica je skoraj krožna elipsa okoli Zemlje (velika in mala polos sta 384.400 km in 383.800 km: razlika le 0,16 %). Enačba elipse poda izsrednost okoli 0,0549, razdalji perigeja in apogeja pa sta 362.600 km in 405.400 km (razlika za 12 %).
Ker so bližji objekti tudi večji, se lunina navidezna velikost z bližanjem Zemlji povečuje in pomanjšuje z oddaljevanjem. Dogodek, poimenovan 'superluna', se zgodi, ko je polna Luna najbližje Zemlji (perigej).
Sprememba lunine tirne razdalje ustreza spremembi tangentialnih in kotnih hitrosti, kot je opisano v Keplerjevem drugem zakonu. Srednje kotno gibanje glede na namišljenega opazovalca v baricentru Zemlja–Luna je 13,176 ° na dan proti vzhodu (epoha J2000.0).

### Elongacija
Lunina elongacija je kotna razdalja vzhodno od Sonca v kateremkoli času. V mlaju je enaka nič, Luna pa je v položaju, imenovanem konjunkcija. V polni luni je elongacija 180 °, Luna pa je v opoziciji. V obeh primerih je Luna v sizigiju, ko so Sonce, Luna in Zemlja skoraj poravnani. Ko je elongacija 90 °ali 270 °, je Luna v kvadraturi.

### Precesija
Usmerjenost tirnice v vesolju ni stalna, ampak se skozi čas vrti. Takšna orbitalna precesija se imenuje tudi apsidna precesija in je rotacija lunine tirnice znotraj orbitalne ravnine, torej osi elipse spreminjata smer. Lunina velika polos – največji premer tirnice, ki povezuje najbližjo in najbolj oddaljeno točko, perigej in apogej – naredi en popoln obrat na vsakih 8,85 zemljinih let ali 3.232,6054 dni, saj se tudi Zemlja počasi vrti v enaki smeri kot Luna (direktno gibanje). Lunino apsidno precesijo se loči od vozelne precesije orbitalne ravnine in osne precesije Lune same.

#### Model v merilu
- Model v merilu sistema Zemlja–Luna: Velikosti in razdalje so v merilu. Model predstavlja srednjo oddaljenost tirnic in srednjih polmerov obeh teles.